# Diario civile
Diario civile è una serie di documentari trasmessi a partire dal 2014 su Rai Storia.

## Il programma
La serie è incentrata sui temi della giustizia, della lotta alla criminalità organizzata, dei diritti e del rispetto delle leggi, con approfondimenti su fatti di mafia e di terrorismo avvenuti in Italia.
Ogni documentario, della durata di circa 55 minuti, è introdotto da una presentazione del Procuratore nazionale antimafia e antiterrorismo Franco Roberti.